# Trofeo Xacobeo 93
El Trofeo Xacobeo 93 fue un torneo amistoso de fútbol disputado en Vigo en 1992.

## Historia
En mayo de 1992 la directiva del Celta de Vigo propuso a Manuel Fraga, de aquel entonces presidente de la Junta de Galicia, la celebración de un torneo amigable contra el Deportivo de La Coruña, como parte de los actos de promoción del Año Santo Jacobeo del año siguiente. Finalmente se incluye también al Club Deportivo Lugo y a la Sociedad Deportiva Compostela en un torneo que se disputó en agosto en Balaídos con el nombre de Xacobeo 93, con un patrocinio de 50 millones de pesetas de la Junta. El Deportivo y el Celta disputaron en la final una nueva edición de su particular derbi, después de derrotar al Compostela y Lugo respectivamente. El saque de honor fue realizado por Pelegrín y el club coruñés se proclamó campeón con un solitario gol de Arturo.
A pesar de que se planeaba una segunda edición en 1993 que serviría como inauguración del Estadio Multiusos de San Lázaro, la Junta no otorgó finalmente el patrocinio del Xacobeo, lo que ocasionó duras críticas de José María Caneda a Vázquez Portomeñe. En su lugar se celebró el Trofeo Compostela 93.

## Participantes
- Celta de Vigo, club anfitrión.
- Deportivo de la Coruña, 17º en la Primera División española 1991/92.
- Sociedad Deportiva Compostela, 8º en la Segunda División española 1991/92.
- Club Deportivo Lugo, 2º en la Segunda División B española 1991/92.

## Partidos

### Primera semifinal
| 29 de agosto de 1992 | Deportivo de La Coruña                 | 3–1 | Sociedad Deportiva Compostela | Balaídos, Vigo                                                |                                                               |
|                      | Mújica 16' · Kiriakov 45' · Bebeto 56' |     | Caneda 85'                    | Asistencia: 2 000 espectadores Árbitro(s): López de la Fuente | Asistencia: 2 000 espectadores Árbitro(s): López de la Fuente |

### Segunda semifinal
| 29 de agosto de 1992 | Celta de Vigo                | 1–0 | Club Deportivo Lugo | Balaídos, Vigo                                            |                                                           |
|                      | Paco Salillas 60' · Vilanova |     | José Ramón · Miguel | Asistencia: 4 000 espectadores Árbitro(s): García de Loza | Asistencia: 4 000 espectadores Árbitro(s): García de Loza |

### Partido por el tercer puesto
| 30 de agosto de 1992 | Sociedad Deportiva Compostela                  | 3–0 | Club Deportivo Lugo | Balaídos, Vigo                                               |                                                              |
|                      | Ochoa 45' · Nacho 58' · Evaristo 88' · Fabiano |     | Miguel              | Asistencia: 1 500 espectadores Árbitro(s): Iglesias Figueroa | Asistencia: 1 500 espectadores Árbitro(s): Iglesias Figueroa |

### Final
| 1     | POR   | Cañizares     |     |
| 2     | DEF   | Atilano       |     |
| 3     | DEF   | Otero         | 75' |
| 4     | DEF   | Patxi Salinas |     |
| 5     | DEF   | Jurić         |     |
| 6     | MED   | Engonga       |     |
| 7     | MED   | Agirretxu     |     |
| 8     | MED   | Carlos Pérez  | 46' |
| 11    | MED   | Gil           |     |
| 9     | DEL   | Paco Salillas | 75' |
| 10    | DEL   | Salva         |     |
| D. T. | D. T. | Txetxu Rojo   |     |

| 1     | POR   | Liaño            |     |
| 2     | DEF   | Antonio          |     |
| 3     | DEF   | Sabin Bilbao     |     |
| 4     | DEF   | Ribera           |     |
| 5     | DEF   | Đukić            |     |
| 6     | MED   | Albístegui       | 70' |
| 7     | MED   | Mariano          |     |
| 8     | MED   | Kiriakov         | 63' |
| 10    | MED   | Nando            |     |
| 9     | DEL   | Arturo           |     |
| 11    | DEL   | Kirov            | 46' |
| D. T. | D. T. | Arsenio Iglesias |     |

| 15 | MED | Sanromán | 46' |
| 17 | MED | Manel    | 75' |
| 12 | MED | Mosquera | 75' |

| 17 | DEL | Claudio     | 46' |
| 14 | MED | Mújica      | 63' |
| 15 | MED | Mauro Silva | 70' |

| 29' | Arturo | 0:1 |

| Amonestado | Jurić |

| Principal | Gómez Barril |

| 1     | POR   | Cañizares     |     |
| 2     | DEF   | Atilano       |     |
| 3     | DEF   | Otero         | 75' |
| 4     | DEF   | Patxi Salinas |     |
| 5     | DEF   | Jurić         |     |
| 6     | MED   | Engonga       |     |
| 7     | MED   | Agirretxu     |     |
| 8     | MED   | Carlos Pérez  | 46' |
| 11    | MED   | Gil           |     |
| 9     | DEL   | Paco Salillas | 75' |
| 10    | DEL   | Salva         |     |
| D. T. | D. T. | Txetxu Rojo   |     |

| 1     | POR   | Liaño            |     |
| 2     | DEF   | Antonio          |     |
| 3     | DEF   | Sabin Bilbao     |     |
| 4     | DEF   | Ribera           |     |
| 5     | DEF   | Đukić            |     |
| 6     | MED   | Albístegui       | 70' |
| 7     | MED   | Mariano          |     |
| 8     | MED   | Kiriakov         | 63' |
| 10    | MED   | Nando            |     |
| 9     | DEL   | Arturo           |     |
| 11    | DEL   | Kirov            | 46' |
| D. T. | D. T. | Arsenio Iglesias |     |

| 15 | MED | Sanromán | 46' |
| 17 | MED | Manel    | 75' |
| 12 | MED | Mosquera | 75' |

| 17 | DEL | Claudio     | 46' |
| 14 | MED | Mújica      | 63' |
| 15 | MED | Mauro Silva | 70' |

| 29' | Arturo | 0:1 |

| Amonestado | Jurić |

| Principal | Gómez Barril |

| 1     | POR   | Cañizares     |     |
| 2     | DEF   | Atilano       |     |
| 3     | DEF   | Otero         | 75' |
| 4     | DEF   | Patxi Salinas |     |
| 5     | DEF   | Jurić         |     |
| 6     | MED   | Engonga       |     |
| 7     | MED   | Agirretxu     |     |
| 8     | MED   | Carlos Pérez  | 46' |
| 11    | MED   | Gil           |     |
| 9     | DEL   | Paco Salillas | 75' |
| 10    | DEL   | Salva         |     |
| D. T. | D. T. | Txetxu Rojo   |     |

| 1     | POR   | Liaño            |     |
| 2     | DEF   | Antonio          |     |
| 3     | DEF   | Sabin Bilbao     |     |
| 4     | DEF   | Ribera           |     |
| 5     | DEF   | Đukić            |     |
| 6     | MED   | Albístegui       | 70' |
| 7     | MED   | Mariano          |     |
| 8     | MED   | Kiriakov         | 63' |
| 10    | MED   | Nando            |     |
| 9     | DEL   | Arturo           |     |
| 11    | DEL   | Kirov            | 46' |
| D. T. | D. T. | Arsenio Iglesias |     |

| 15 | MED | Sanromán | 46' |
| 17 | MED | Manel    | 75' |
| 12 | MED | Mosquera | 75' |

| 17 | DEL | Claudio     | 46' |
| 14 | MED | Mújica      | 63' |
| 15 | MED | Mauro Silva | 70' |

| 29' | Arturo | 0:1 |

| Amonestado | Jurić |

| Principal | Gómez Barril |

| 1     | POR   | Cañizares     |     |
| 2     | DEF   | Atilano       |     |
| 3     | DEF   | Otero         | 75' |
| 4     | DEF   | Patxi Salinas |     |
| 5     | DEF   | Jurić         |     |
| 6     | MED   | Engonga       |     |
| 7     | MED   | Agirretxu     |     |
| 8     | MED   | Carlos Pérez  | 46' |
| 11    | MED   | Gil           |     |
| 9     | DEL   | Paco Salillas | 75' |
| 10    | DEL   | Salva         |     |
| D. T. | D. T. | Txetxu Rojo   |     |

| 1     | POR   | Liaño            |     |
| 2     | DEF   | Antonio          |     |
| 3     | DEF   | Sabin Bilbao     |     |
| 4     | DEF   | Ribera           |     |
| 5     | DEF   | Đukić            |     |
| 6     | MED   | Albístegui       | 70' |
| 7     | MED   | Mariano          |     |
| 8     | MED   | Kiriakov         | 63' |
| 10    | MED   | Nando            |     |
| 9     | DEL   | Arturo           |     |
| 11    | DEL   | Kirov            | 46' |
| D. T. | D. T. | Arsenio Iglesias |     |

| 15 | MED | Sanromán | 46' |
| 17 | MED | Manel    | 75' |
| 12 | MED | Mosquera | 75' |

| 17 | DEL | Claudio     | 46' |
| 14 | MED | Mújica      | 63' |
| 15 | MED | Mauro Silva | 70' |

| 29' | Arturo | 0:1 |

| Amonestado | Jurić |

| Principal | Gómez Barril |